# پرتره یک مرد با عمامه سرخ

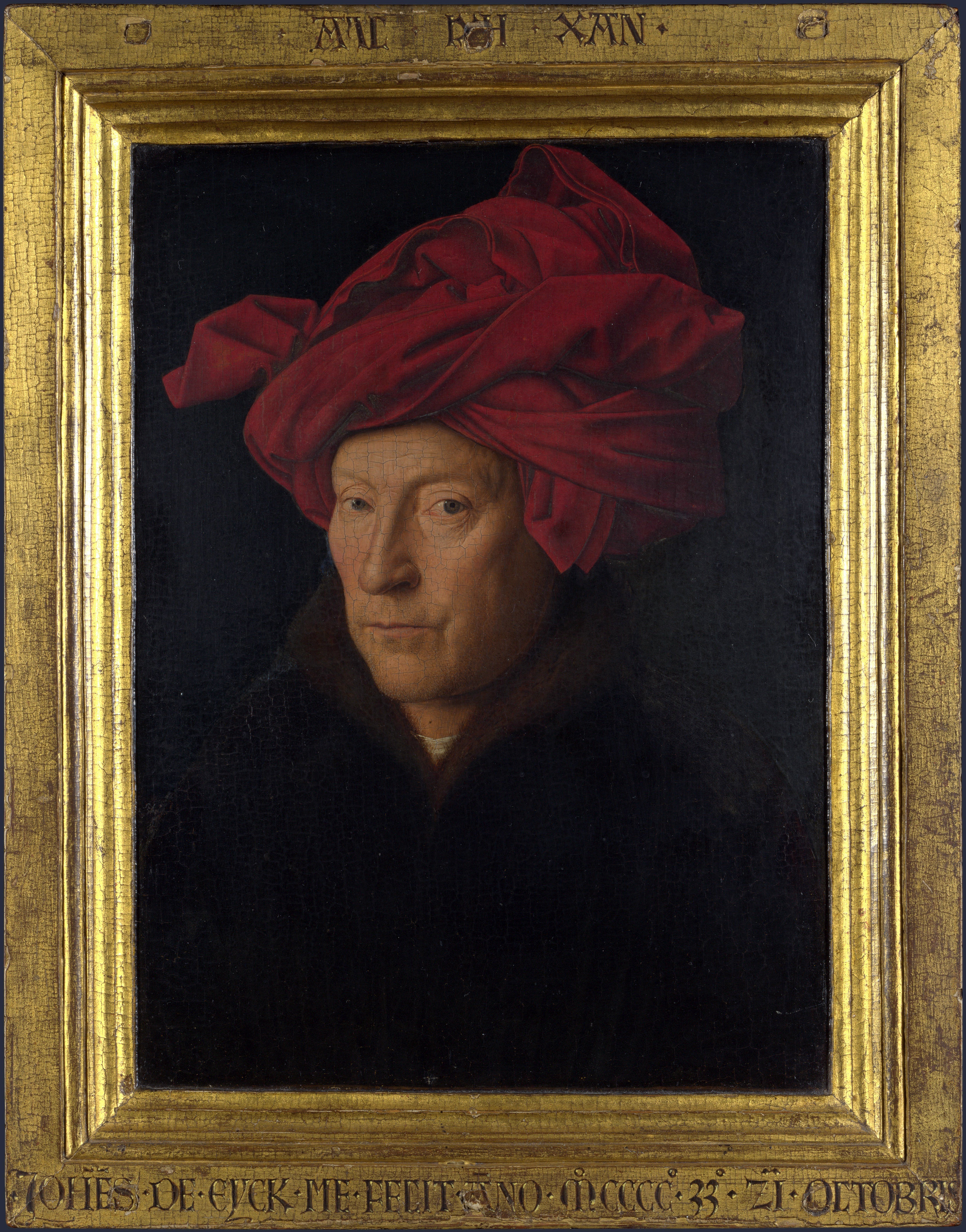
پرترهٔ یک مرد با عمامهٔ سرخ، ۲۵٬۵ در ۱۹ سانتی‌متر، متعلق به ۱۴۳۳. نگارخانه ملی لندن.

پرترهٔ یک مرد با عمامهٔ سرخ (به گفتهٔ نگارخانه ملی لندن: پرترهٔ یک مرد (پرتره از خود؟)) نام یک نقاشی رنگ روغن اثر یان وان آیک است که در سال ۱۴۳۳ میلادی کشیده شده‌است. امضای وان آیک در بالای این تابلو به‌نحوی غیرمعمول بزرگ و برجسته است. این عامل و نگاه خیره و مستقیم غیرمعمول مرد، باعث طرح احتمال شخصی‌بودن این پرتره شده‌است.